# Cattedrali in Libia
Questa è una lista delle cattedrali in Libia.

## Cattedrali cattoliche
| Cattedrale                                   | Arcidiocesi o Diocesi           | Località | Immagine |
| -------------------------------------------- | ------------------------------- | -------- | -------- |
| Cattedrale di Bengasi attualmente in disuso  | Vicariato apostolico di Bengasi | Bengasi  |          |
| Cattedrale di Tripoli trasformata in moschea | Vicariato apostolico di Tripoli | Tripoli  |          |